# Fanjeaux
Fanjeaux [fɑ̃ʒo]  (occitan : Fanjaus ) est une commune française située dans le Nord-Ouest du département de l'Aude, en région Occitanie. Cité médiévale, site pôle du Pays cathare.
Sur le plan historique et culturel, la commune fait partie du Lauragais, l'ancien « Pays de Cocagne », lié à la fois à la culture du pastel et à l’abondance des productions, et de « grenier à blé du Languedoc ». Exposée à un climat méditerranéen, elle est drainée par le ruisseau de la Preuilhe, le ruisseau de la Bouissonnade, le ruisseau de la Font Saint-Martin, le ruisseau de la Force, le ruisseau de Rivals et par divers autres petits cours d'eau. La commune possède un patrimoine naturel remarquable : un site Natura 2000 (le « piège et collines du Lauragais ») et deux zones naturelles d'intérêt écologique, faunistique et floristique.
Fanjeaux est une commune rurale qui compte 886 habitants en 2022, après avoir connu un pic de population de 2 000 habitants en 1793. Ses habitants sont appelés les Fanjuvéens ou  Fanjuvéennes.
Attention de ne pas confondre le village de Fanjeaux avec le château de Fanjeaux à Largentière (Ardèche), dont on retrouve aussi des traces dans l'histoire albigeoise.

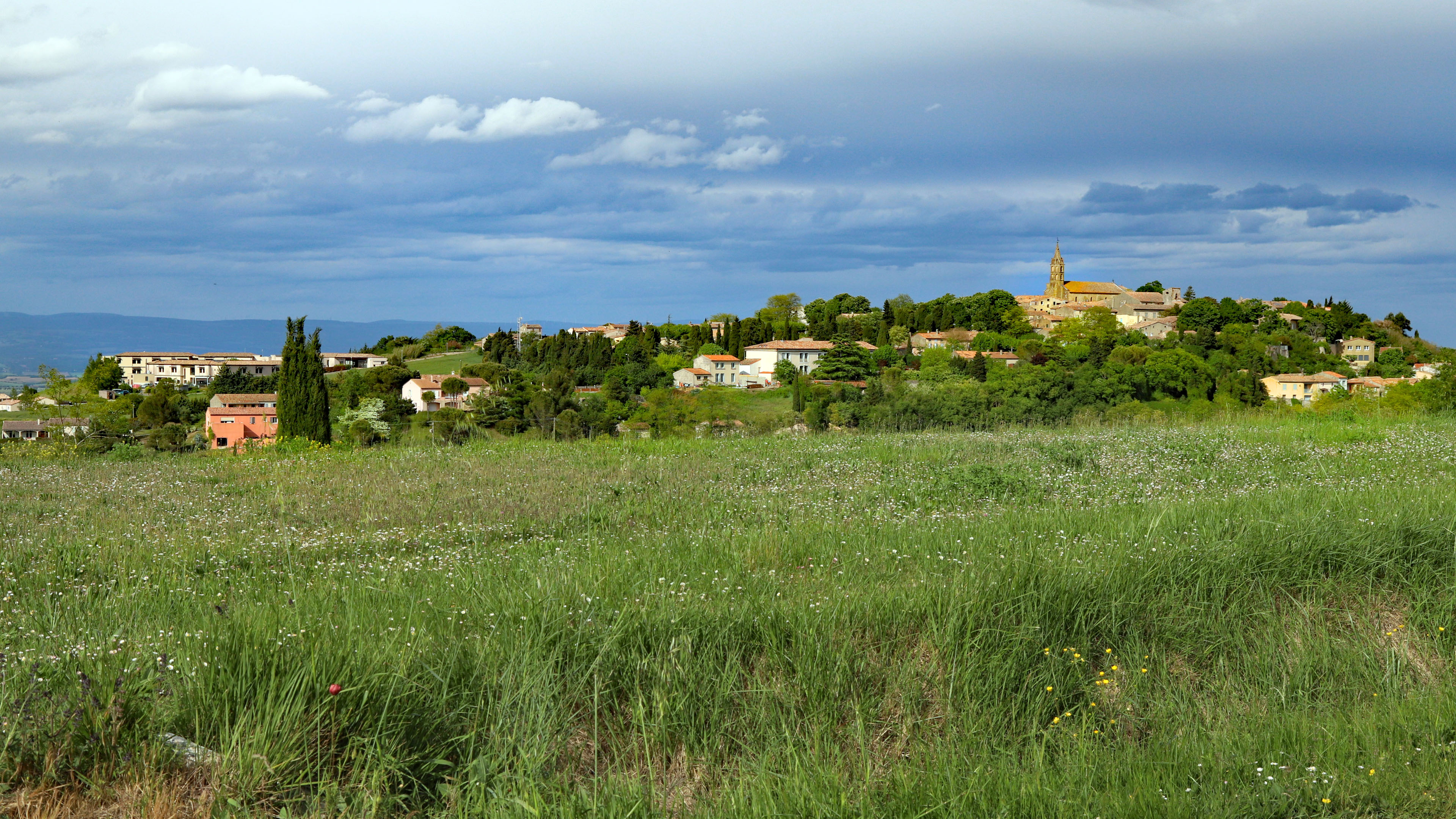
Le village vu du sud.

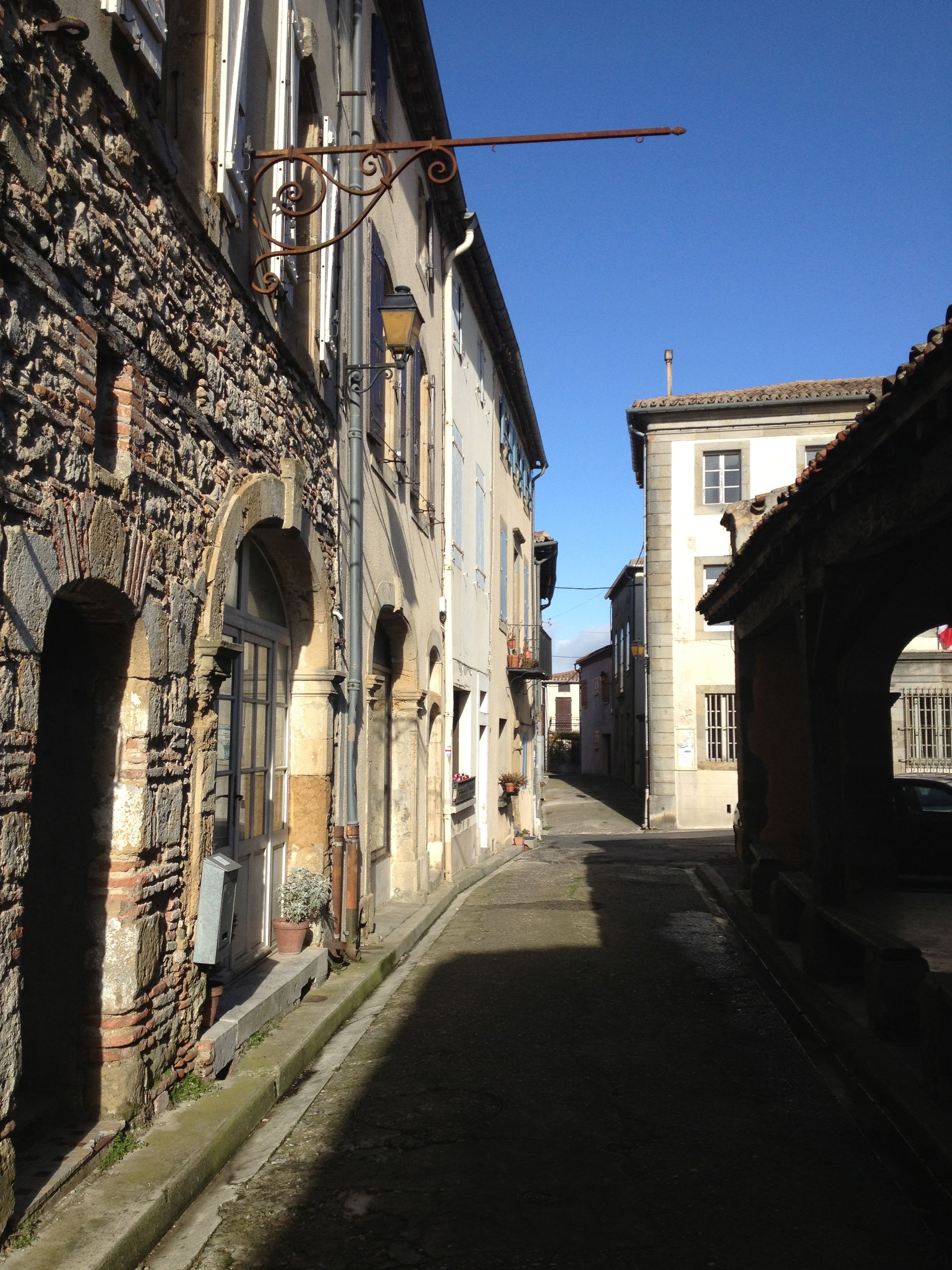
Rue à côté de la Charpente des Halles.

Le patrimoine architectural de la commune comprend deux  immeubles protégés au titre des monuments historiques : l'église Notre-Dame-de-l'Assomption de Fanjeaux, classée en 1908, et la croix, inscrite en 1948.

## Géographie

### Localisation
Fanjeaux est un village situé sur un promontoire rocheux à 360 m d’altitude, à 25 km de Carcassonne sur l'ancienne route nationale 119 entre Montréal et Mirepoix. La ville marque la limite sud-est du Lauragais. Elle constitue également la limite orientale de la Piège, et se trouve aussi à l'ouest du Razès.

### Communes limitrophes
Les communes limitrophes sont Brézilhac, La Cassaigne, Fenouillet-du-Razès, La Force, Lasserre-de-Prouille, Orsans, Villasavary, Villesiscle et Montréal.
|              | Villasavary         | Villesiscle, Montréal (par un quadripoint) |
| La Cassaigne | Fanjeaux            | La Force, Lasserre-de-Prouille             |
| Orsans       | Fenouillet-du-Razès | Brézilhac                                  |

### Géologie et relief
Fanjeaux se situe en zone de sismicité 1 (sismicité très faible).

### Hydrographie
La commune est pour partie dans le bassin de la Garonne, au sein du bassin hydrographique Adour-Garonne, et pour partie dans la région hydrographique « Côtiers méditerranéens », au sein du bassin hydrographique Rhône-Méditerranée-Corse. Elle est drainée par le ruisseau de la Preuille, le ruisseau de la Bouissonnade, le ruisseau de la Font Saint-Martin, le ruisseau de la Force, le ruisseau de Rivals, le ruisseau de Baïssel, le ruisseau de Blanchard, le ruisseau de Gatagé, le ruisseau de la Ramounette, le ruisseau de Martinis, le ruisseau d'Embarre, le ruisseau d'en Fournès, le ruisseau de Rieutort, le ruisseau des Paissieux, et par deux petits cours d'eau, qui constituent un réseau hydrographique de 32 km de longueur totale,.
Le ruisseau de la Preuille, d'une longueur totale de 16,2 km, prend sa source dans la commune de La Cassaigne et s'écoule vers l'est puis se réoriente vers le nord-est. Il traverse la commune et se jette dans le canal du Midi à Bram, après avoir traversé 5 communes.

### Climat
Pour des articles plus généraux, voir Climat de l'Occitanie et Climat de l'Aude.
En 2010, le climat de la commune est de type climat du Bassin du Sud-Ouest, selon une étude s'appuyant sur une série de données couvrant la période 1971-2000. En 2020, Météo-France publie une typologie des climats de la France métropolitaine dans laquelle la commune est exposée à un climat océanique altéré et est dans la région climatique Aquitaine, Gascogne, caractérisée par une pluviométrie abondante au printemps, modérée en automne, un faible ensoleillement au printemps, un été chaud (19,5 °C), des vents faibles, des brouillards fréquents en automne et en hiver et des orages fréquents en été (15 à 20 jours).
Pour la période 1971-2000, la température annuelle moyenne est de 13 °C, avec une amplitude thermique annuelle de 16 °C. Le cumul annuel moyen de précipitations est de 853 mm, avec 10,6 jours de précipitations en janvier et 5,6 jours en juillet. Pour la période 1991-2020, la température moyenne annuelle observée sur la station météorologique installée sur la commune est de 14,3 °C et le cumul annuel moyen de précipitations est de 625,0 mm,. Pour l'avenir, les paramètres climatiques de la commune estimés pour 2050 selon différents scénarios d'émission de gaz à effet de serre sont consultables sur un site dédié publié par Météo-France en novembre 2022.
| Mois                                  | jan.          | fév.           | mars          | avril         | mai           | juin          | jui.          | août          | sep.          | oct.          | nov.          | déc.          | année      |
| ------------------------------------- | ------------- | -------------- | ------------- | ------------- | ------------- | ------------- | ------------- | ------------- | ------------- | ------------- | ------------- | ------------- | ---------- |
| Température minimale moyenne (°C)     | 3,5           | 3,5            | 5,6           | 8,4           | 11,3          | 14,9          | 17            | 16,9          | 14,1          | 11,1          | 7,3           | 4             | 9,8        |
| Température moyenne (°C)              | 6,6           | 7,3            | 10            | 13,2          | 16,1          | 20,2          | 22,7          | 22,7          | 19,5          | 15,4          | 10,6          | 7,4           | 14,3       |
| Température maximale moyenne (°C)     | 9,7           | 11,2           | 14,3          | 17,9          | 20,8          | 25,5          | 28,4          | 28,5          | 24,9          | 19,7          | 13,8          | 10,7          | 18,8       |
| Record de froid (°C) date du record   | −8 12.01.10   | −10,3 09.02.12 | −3,6 09.03.10 | −0,8 04.04.22 | 0,8 04.05.10  | 6,7 12.06.19  | 10,4 23.07.08 | 9,5 11.08.11  | 6,1 27.09.12  | −1,3 19.10.09 | −4 18.11.07   | −7,1 27.12.10 | −10,3 2012 |
| Record de chaleur (°C) date du record | 18,7 18.01.07 | 24,8 27.02.19  | 24,7 14.03.08 | 28,9 24.04.07 | 33,3 25.05.17 | 39,8 17.06.22 | 38,2 17.07.22 | 42,1 23.08.23 | 33,9 05.09.10 | 32,1 10.10.23 | 24,2 06.11.15 | 20,9 23.12.22 | 42,1 2023  |
| Précipitations (mm)                   | 62,1          | 45,6           | 58            | 58,7          | 76,9          | 46,5          | 34            | 35            | 40,8          | 55,7          | 60,5          | 51,2          | 625        |

### Milieux naturels et biodiversité

#### Réseau Natura 2000

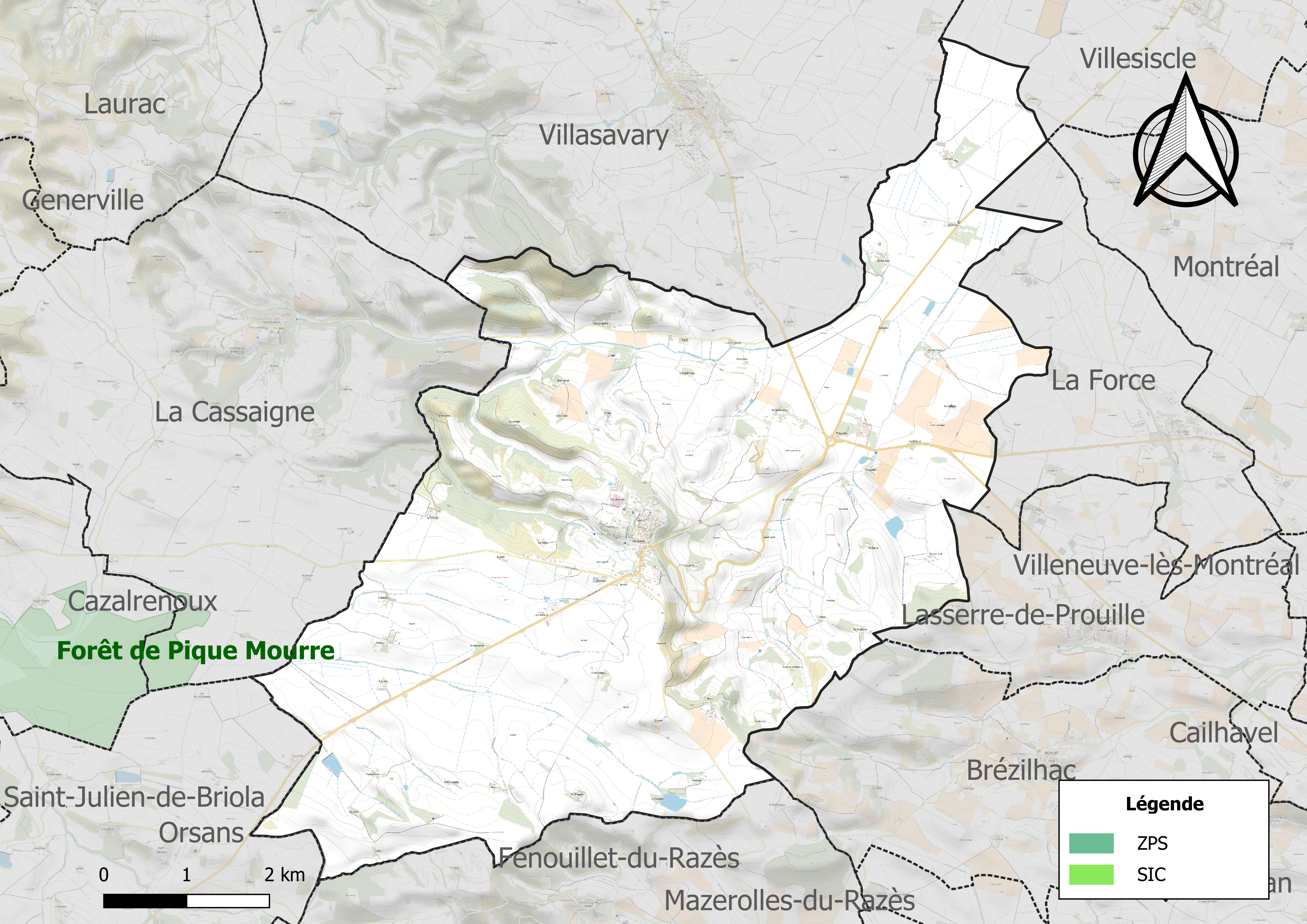
Sites Natura 2000 sur le territoire communal.

Le réseau Natura 2000 est un réseau écologique européen de sites naturels d'intérêt écologique élaboré à partir des directives habitats et oiseaux, constitué de zones spéciales de conservation (ZSC) et de zones de protection spéciale (ZPS). Un site Natura 2000 a été défini sur la commune au titre  de la directive oiseaux : le « piège et collines du Lauragais », d'une superficie de 31 216 ha, ayant une position de transition entre la Montagne noire et les premiers contreforts pyrénéens et on y voir donc régulièrement des espèces à grand domaine vital soit en chasse, soit à la recherche soit de sites de nidification : le Vautour fauve, l'Aigle royal, le Faucon pèlerin sont ainsi plus ou moins régulièrement observés sur le territoire concerné.

#### Zones naturelles d'intérêt écologique, faunistique et floristique

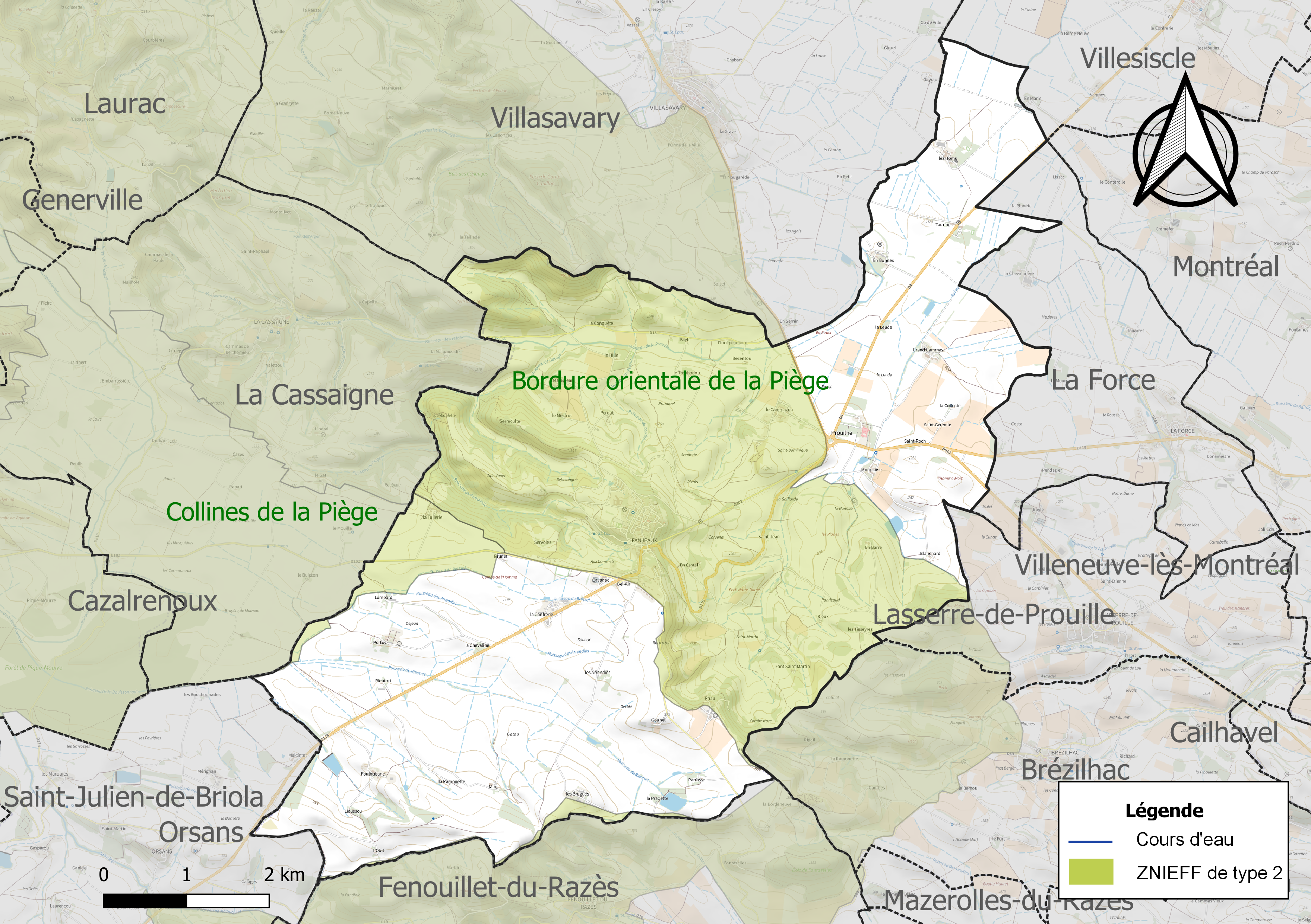
Carte des ZNIEFF de type 2 localisées sur la commune.

L’inventaire des zones naturelles d'intérêt écologique, faunistique et floristique (ZNIEFF) a pour objectif de réaliser une couverture des zones les plus intéressantes sur le plan écologique, essentiellement dans la perspective d’améliorer la connaissance du patrimoine naturel national et de fournir aux différents décideurs un outil d’aide à la prise en compte de l’environnement dans l’aménagement du territoire.
Deux ZNIEFF de type 2 sont recensées sur la commune :
- la « bordure orientale de la Piège » (11 102 ha), couvrant 22 communes du département[16] ;
- les « collines de la Piège » (27 918 ha), couvrant 40 communes dont 38 dans l'Aude et 2 dans la Haute-Garonne[17].

## Urbanisme

### Typologie
Au 1er janvier 2024, Fanjeaux est catégorisée commune rurale à habitat dispersé, selon la nouvelle grille communale de densité à 7 niveaux définie par l'Insee en 2022.
Elle est située hors unité urbaine et hors attraction des villes,.

### Occupation des sols
L'occupation des sols de la commune, telle qu'elle ressort de la base de données européenne d’occupation biophysique des sols Corine Land Cover (CLC), est marquée par l'importance des territoires agricoles (94,9 % en 2018), une proportion sensiblement équivalente à celle de 1990 (95,2 %). La répartition détaillée en 2018 est la suivante : terres arables (61,2 %), zones agricoles hétérogènes (26,8 %), cultures permanentes (6,9 %), forêts (3,7 %), zones urbanisées (1,4 %). L'évolution de l’occupation des sols de la commune et de ses infrastructures peut être observée sur les différentes représentations cartographiques du territoire : la carte de Cassini (XVIIIe siècle), la carte d'état-major (1820-1866) et les cartes ou photos aériennes de l'IGN pour la période actuelle (1950 à aujourd'hui).

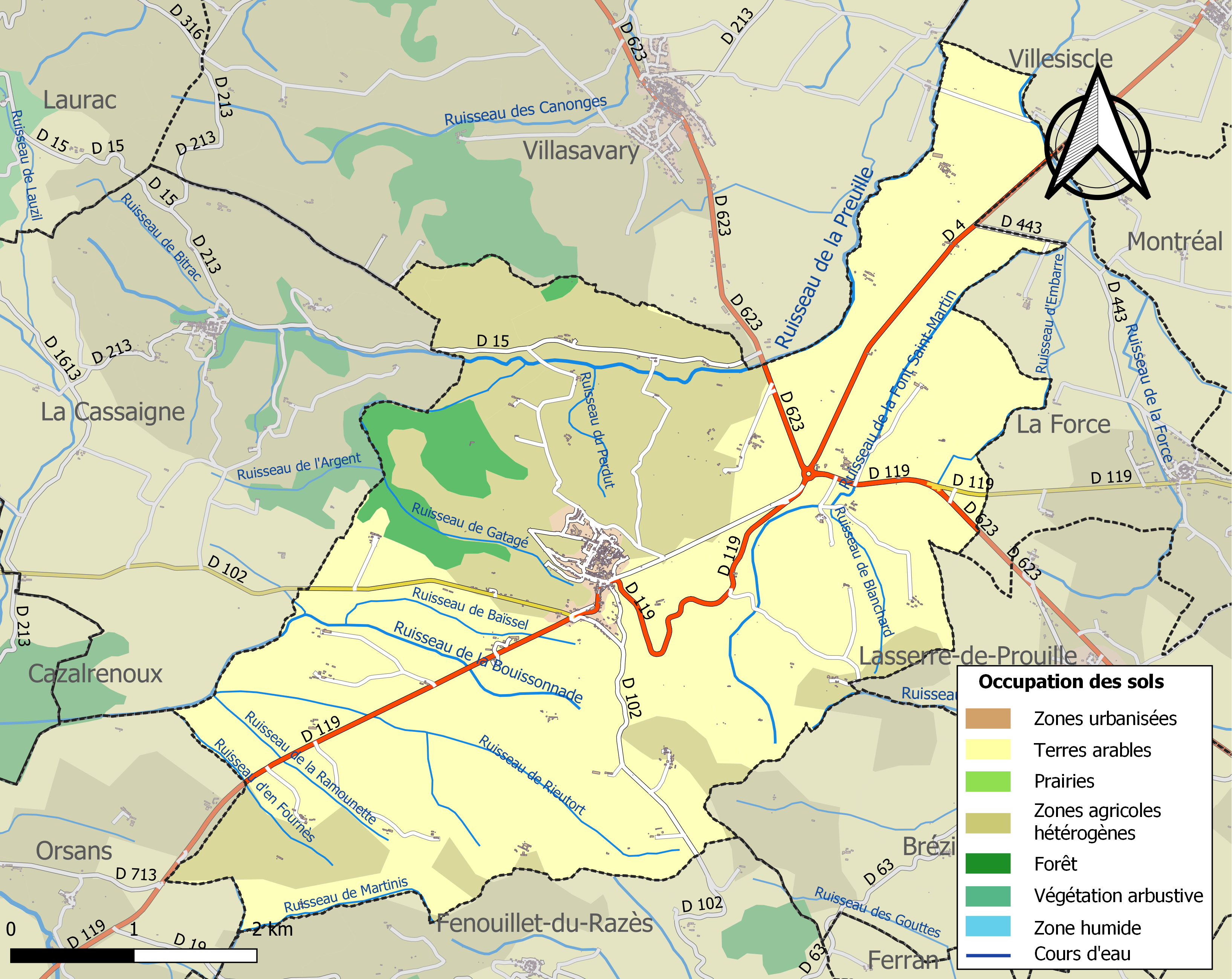
Carte des infrastructures et de l'occupation des sols de la commune en 2018 (CLC).

### Risques majeurs
Le territoire de la commune de Fanjeaux est vulnérable à différents aléas naturels : météorologiques (tempête, orage, neige, grand froid, canicule ou sécheresse) et séisme (sismicité très faible). Il est également exposé à un risque technologique, le transport de matières dangereuses. Un site publié par le BRGM permet d'évaluer simplement et rapidement les risques d'un bien localisé soit par son adresse soit par le numéro de sa parcelle.

#### Risques naturels

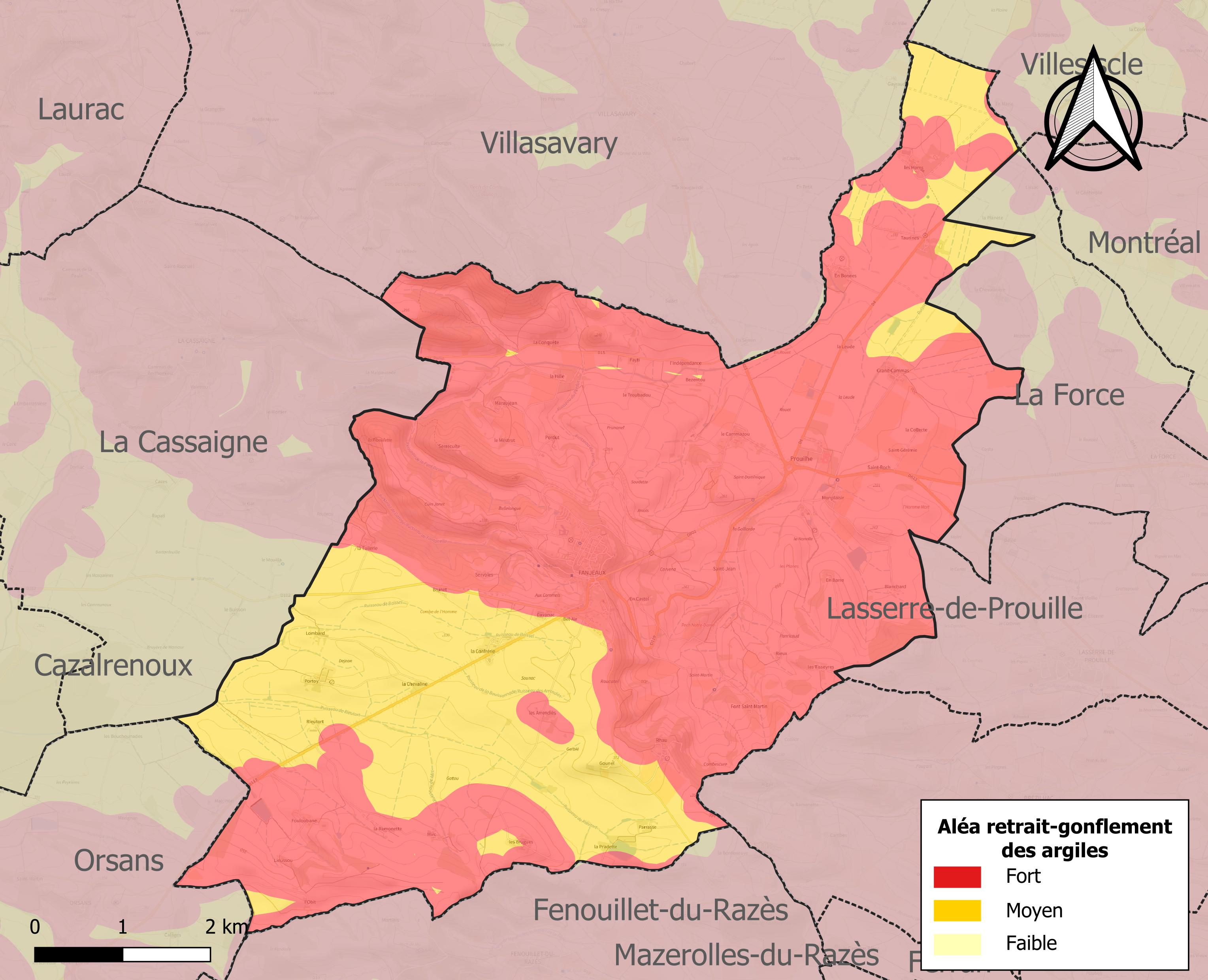
Carte des zones d'aléa retrait-gonflement des sols argileux de Fanjeaux.

Le retrait-gonflement des sols argileux est susceptible d'engendrer des dommages importants aux bâtiments en cas d’alternance de périodes de sécheresse et de pluie. La totalité de la commune est en aléa moyen ou fort (75,2 % au niveau départemental et 48,5 % au niveau national). Sur les 388 bâtiments dénombrés sur la commune en 2019, 388 sont en aléa moyen ou fort, soit 100 %, à comparer aux 94 % au niveau départemental et 54 % au niveau national. Une cartographie de l'exposition du territoire national au retrait gonflement des sols argileux est disponible sur le site du BRGM,.

#### Risques technologiques
Le risque de transport de matières dangereuses sur la commune est lié à sa traversée par une route à fort trafic. Un accident se produisant sur une telle infrastructure est en effet susceptible d’avoir des effets graves au bâti ou aux personnes jusqu’à 350 m, selon la nature du matériau transporté. Des dispositions d’urbanisme peuvent être préconisées en conséquence.

## Toponymie
Le nom de Fanjeaux est attesté sous la forme Fano Jovis en 1154, du latin Fanum Jovis, « le temple de Jupiter ».

## Histoire

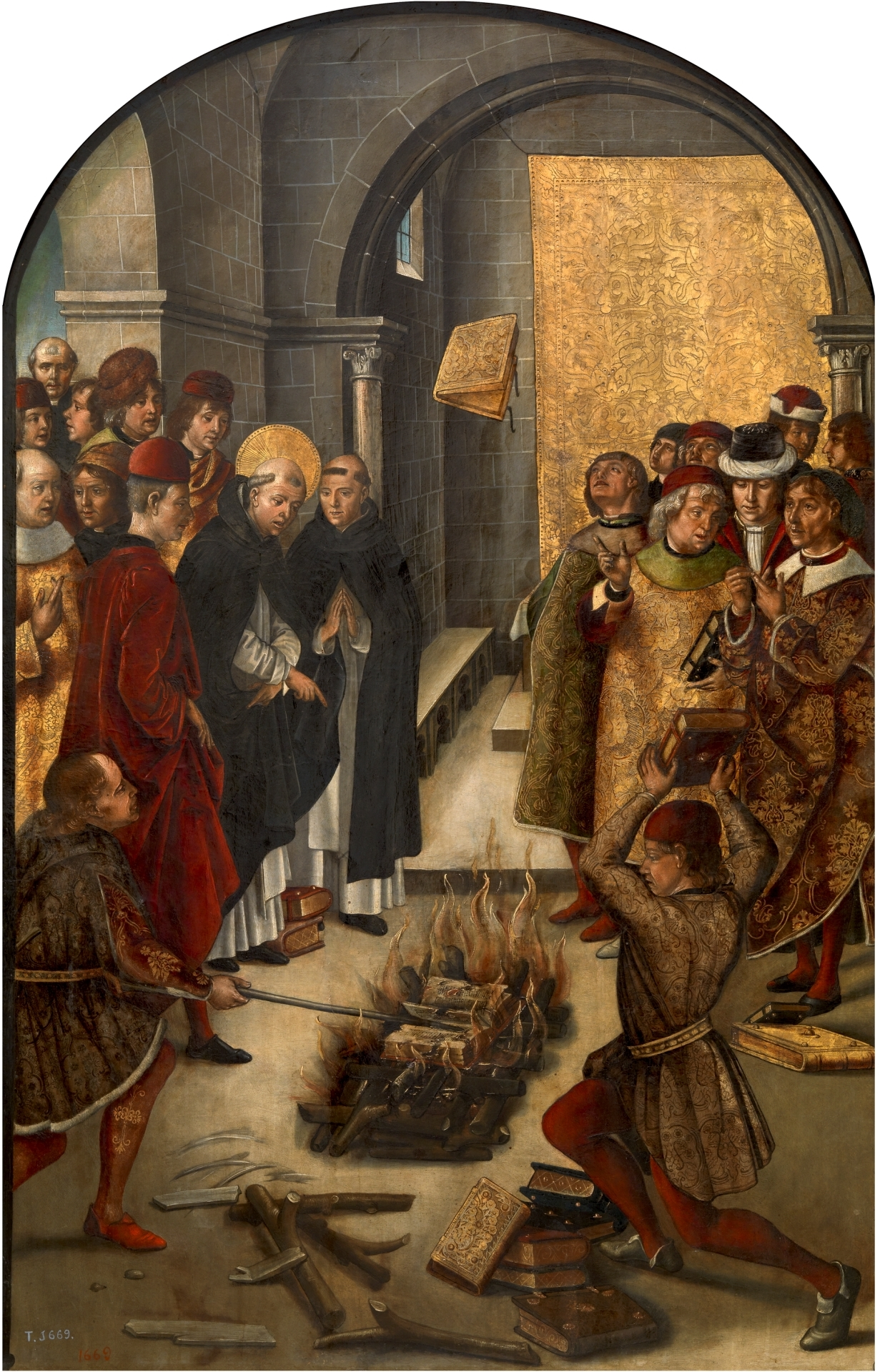
Le miracle de Fanjeaux, par Pedro Berruguete.

Au IIe siècle, un oppidum fortifiait la colline où se trouve Fanjeaux. Un culte païen se célébrait à l'endroit d'une résurgence dédiée à Jupiter, d'où le nom latin de la localité : Fanum Jovis.
En 1193, l'évêque cathare Guilhabert de Castres s'établit à Fanjeaux. Quelques années plus tard, Diègue d'Osma, assisté de son chanoine Dominique de Guzmán, mène l'affrontement à partir d'arguments d'Écritures que l'Église catholique romaine a lancé contre les Cathares. En 1207, Fanjeaux (ou la ville voisine de Montréal) abrite un débat, dit « de la légende dorée », entre cisterciens et cathares. Ne parvenant pas à se départager, les adversaires, catholiques romains d'un côté, cathares de l'autre, décident d'avoir recours à l'arbitrage de Dieu et allument un grand feu où sont jetés toutes les thèses et les écrits des deux parties en présence. L'histoire de la scène, d'origine catholique et écrite quelques années plus tard, rapporte la destruction de tous les écrits cathares, tandis que le mémoire de Dominique de Guzman fuse par trois fois du feu, brûlant une poutre que l'on peut voir aujourd'hui dans la chapelle de Fanjeaux. Ce texte, dont les historiens mettent en doute la véracité en raison de son parti pris historique, sera utilisé par la suite pour étayer la canonisation de Dominique de Guzman.
Le même Dominique s'installe à Fanjeaux en 1207 au décès de son évêque, Diègue d'Osma, et fonde à proximité une maison de religieuses, plus tard affiliées à l'ordre des prêcheurs ou dominicains qu'il fondera plus tard à Toulouse en 1215.
Entre 1209 et 1214, Fanjeaux est le quartier général de Simon de Montfort. A l'issue du concile de Latran en 1215, le pape Innocent III fait de Simon de Montfort le comte de Toulouse.
La ville est détruite lors de la chevauchée du Prince noir en 1355. Elle sera reconstruite puis prospéra grâce au pastel.

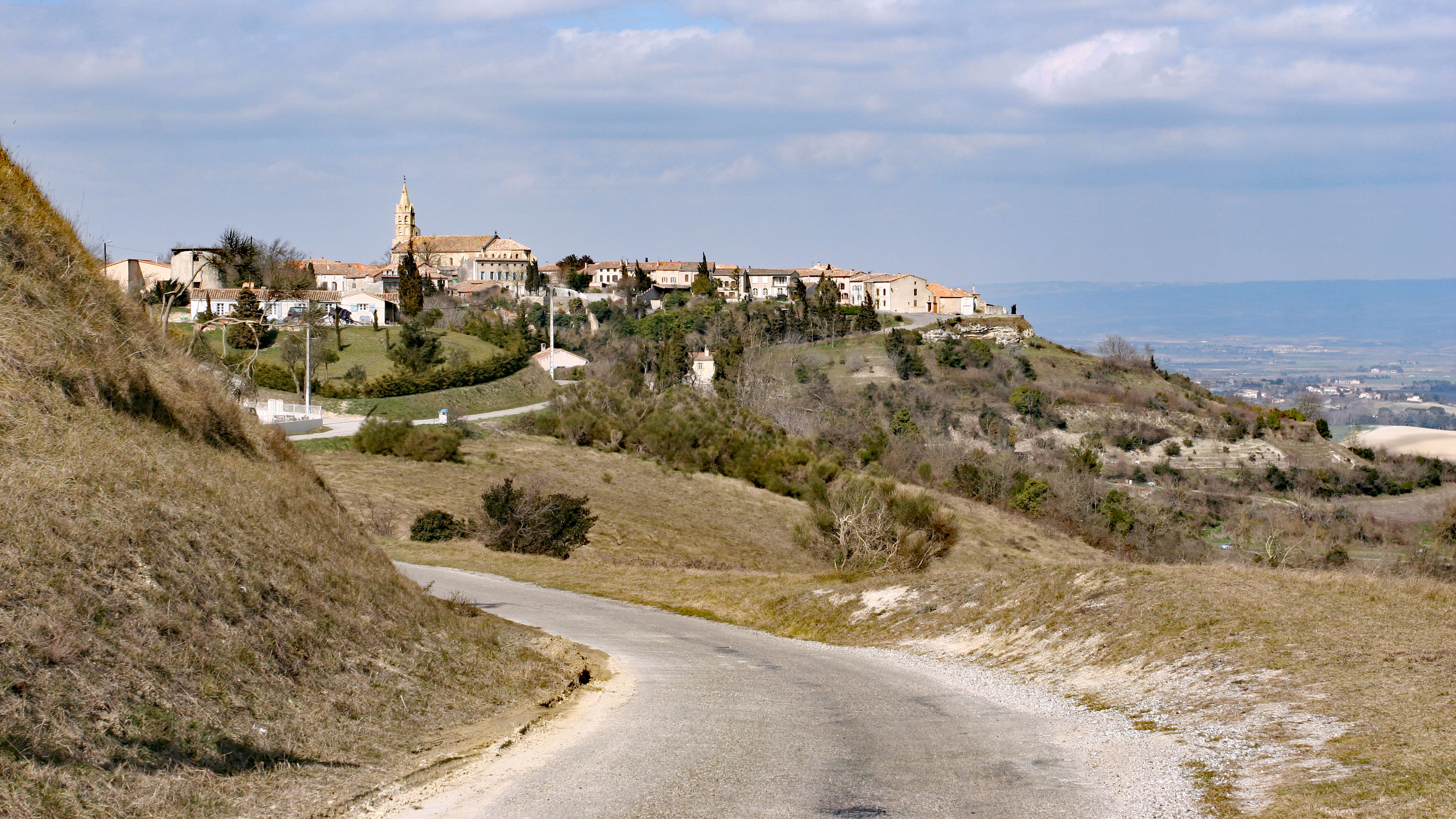
La pointe est du village.
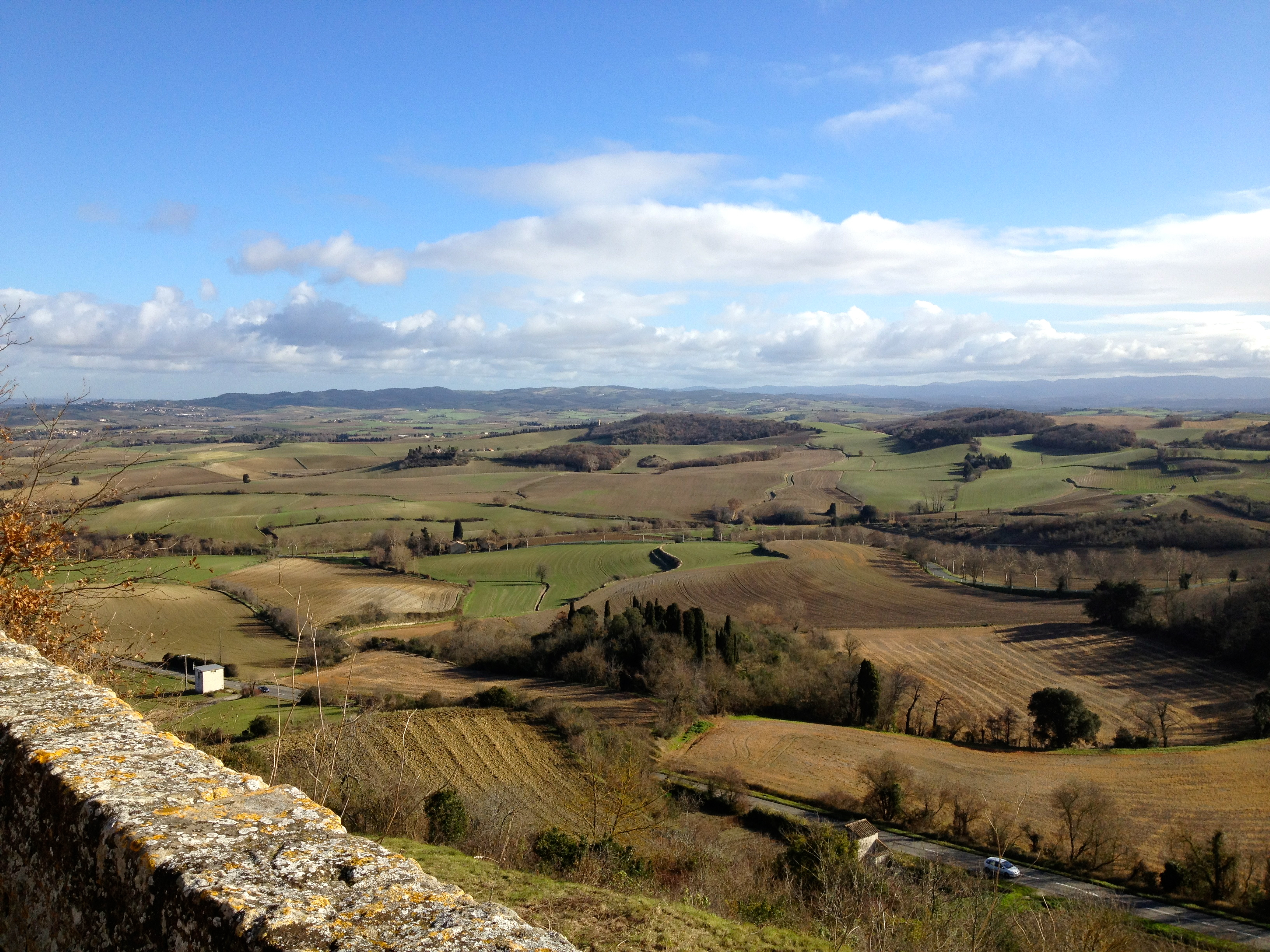
Vue sur la campagne près de Fanjeaux.
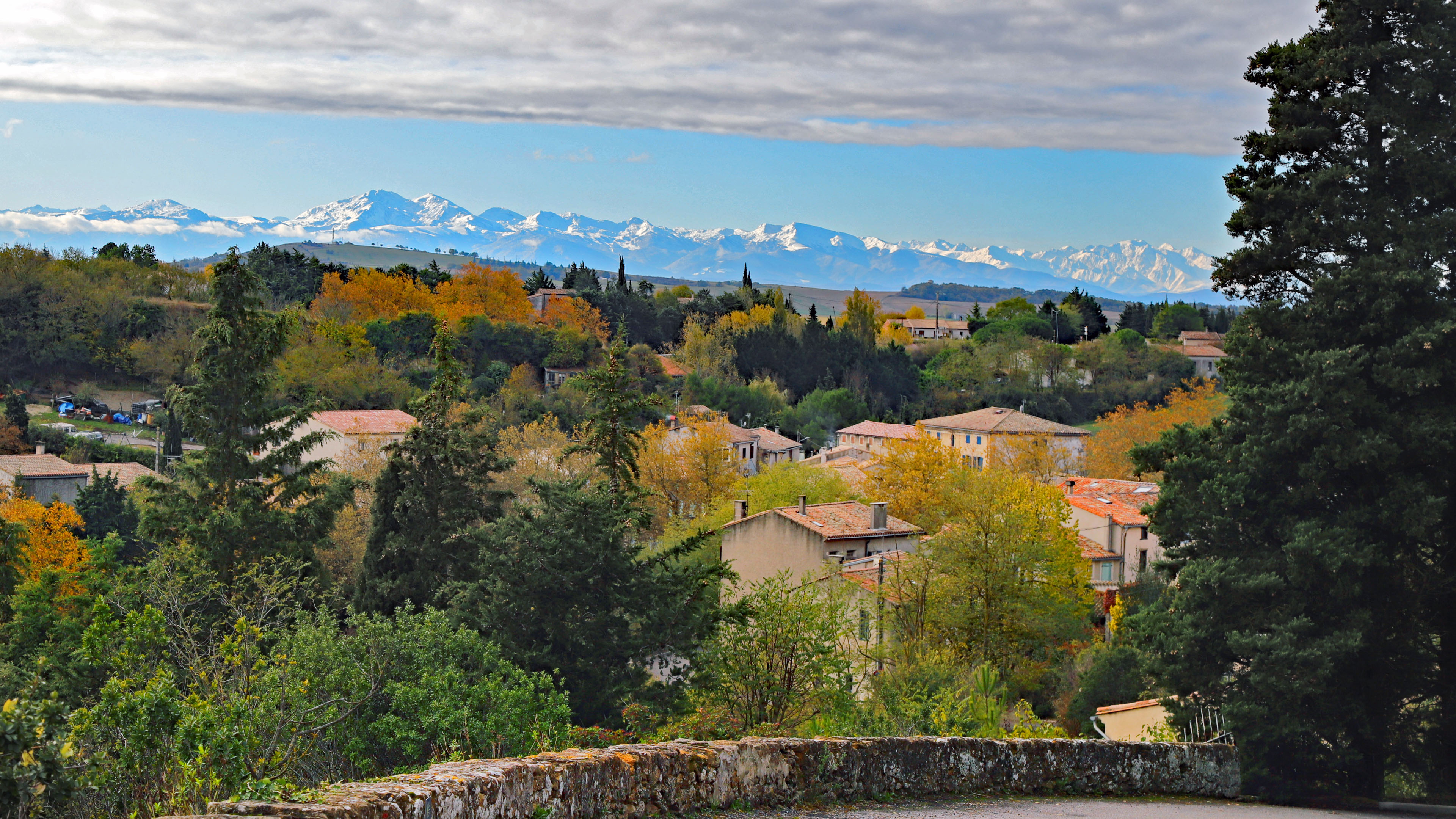
Vue vers le sud : le massif de Tabe.

## Politique et administration

### Découpage territorial
La commune de Fanjeaux est membre de la communauté de communes Piège-Lauragais-Malepère, un établissement public de coopération intercommunale (EPCI) à fiscalité propre créé le 19 décembre 2012 dont le siège est à Bram. Ce dernier est par ailleurs membre d'autres groupements intercommunaux.
Sur le plan administratif, elle est rattachée à l'arrondissement de Carcassonne, au département de l'Aude, en tant que circonscription administrative de l'État, et à la région Occitanie.
Sur le plan électoral, elle dépend du canton de la Piège au Razès pour l'élection des conseillers départementaux, depuis le redécoupage cantonal de 2014 entré en vigueur en 2015, et de la troisième circonscription de l'Aude  pour les élections législatives, depuis le redécoupage électoral de 1986.

### Liste des maires

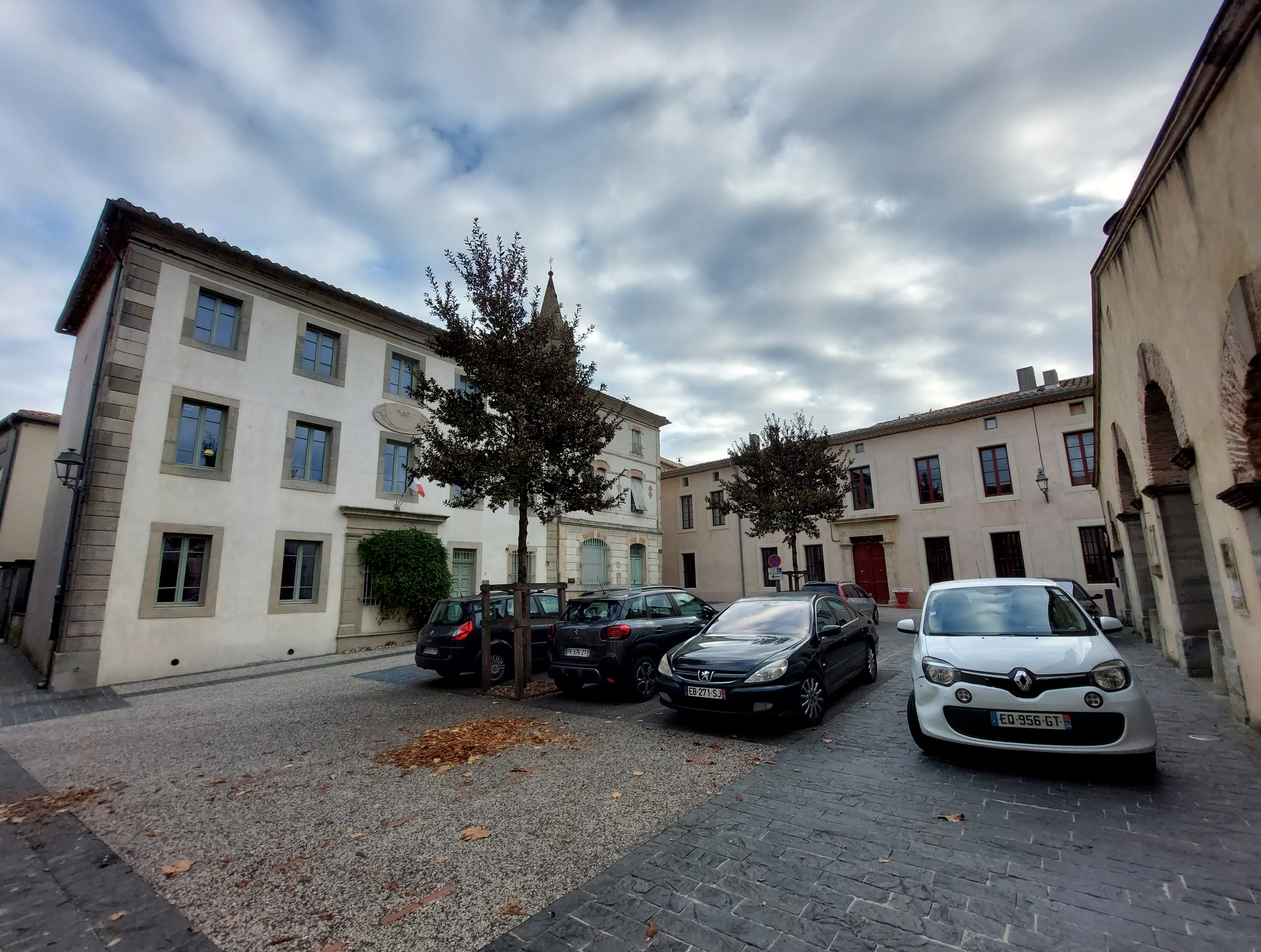
La mairie et la « Maison Gramont » situées sur la place des halles.

| Période | Période  | Identité          | Étiquette | Qualité |
| ------- | -------- | ----------------- | --------- | --- |
| 1971    | 1986     | Gaston Panouillé  | -         | Agriculteur exploitant |
| 1986    | 2001     | Francis Cassignol | -         | Vice président de la Communauté de communes de la Piège et du Lauragais                                                            |
| 2001    | 2008     | Robert Lignères   | -         | Vice président de la Communauté de communes de la Piège et du Lauragais chargé du tourisme Chevalier de l'ordre national du Mérite |
| 2008    | 2020     | Denis Juin        | -         | Agriculteur exploitant, Vice-président de la communauté de communes Piège Lauragais Malepère                                       |
| 2020    | en cours | Aurélien Passemar | -         | Agent de la fonction publique territoriale                                                                                         |

### Instances judiciaires et administratives
Les juridictions compétentes pour la commune de Fanjeaux sont :
- à Carcassonne : le tribunal d'instance, le tribunal de grande instance, le tribunal pour enfants, le conseil de prud'hommes, le tribunal de commerce ;
- à Montpellier : la cour d'appel de Montpellier, le tribunal administratif ;
- à Toulouse : la cour administrative d'appel.

### Jumelage
- Caleruega (Espagne) depuis 2003[32].

## Population et société

### Démographie
L'évolution du nombre d'habitants est connue à travers les recensements de la population effectués dans la commune depuis 1793. Pour les communes de moins de 10 000 habitants, une enquête de recensement portant sur toute la population est réalisée tous les cinq ans, les populations de référence des années intermédiaires étant quant à elles estimées par interpolation ou extrapolation. Pour la commune, le premier recensement exhaustif entrant dans le cadre du nouveau dispositif a été réalisé en 2006.

En 2022, la commune comptait 886 habitants, en évolution de +6,62 % par rapport à 2016 (Aude : +2,65 %, France hors Mayotte : +2,11 %).
| 1793  | 1800  | 1806  | 1821  | 1831  | 1836  | 1841  | 1846  | 1851  |
| ----- | ----- | ----- | ----- | ----- | ----- | ----- | ----- | ----- |
| 2 000 | 1 807 | 1 969 | 1 754 | 1 853 | 1 776 | 1 880 | 1 709 | 1 851 |

| 1856  | 1861  | 1866  | 1872  | 1876  | 1881  | 1886  | 1891  | 1896  |
| ----- | ----- | ----- | ----- | ----- | ----- | ----- | ----- | ----- |
| 1 764 | 1 734 | 1 590 | 1 510 | 1 368 | 1 404 | 1 408 | 1 307 | 1 284 |

| 1901  | 1906  | 1911  | 1921 | 1926 | 1931 | 1936 | 1946 | 1954 |
| ----- | ----- | ----- | ---- | ---- | ---- | ---- | ---- | ---- |
| 1 288 | 1 347 | 1 210 | 956  | 982  | 898  | 868  | 906  | 870  |

| 1962 | 1968 | 1975 | 1982 | 1990 | 1999 | 2006 | 2011 | 2016 |
| ---- | ---- | ---- | ---- | ---- | ---- | ---- | ---- | ---- |
| 804  | 776  | 748  | 778  | 775  | 770  | 772  | 785  | 831  |

| 2021 | 2022 | - | - | - | - | - | - | - |
| ---- | ---- | - | - | - | - | - | - | - |
| 872  | 886  | - | - | - | - | - | - | - |

Fut une cité médiévale de 3 000 habitants.

### Enseignement
La commune comprend une école maternelle et primaire publique et une école primaire privée.

### Manifestations culturelles et festivités

#### Rendez-vous de la recherche historique
À Fanjeaux se tiennent tous les mois de juillet depuis 1965 des colloques sur l'histoire religieuse du Midi médiéval, fondés par le chanoine Étienne Delaruelle. Ces colloques sont publiés aux éditions Privat dans la collection des Cahiers de Fanjeaux.
Voir aussi le Centre Henri-et-André-Charlier

### Médias

#### Presse locale
La presse est représentée par les grands quotidiens régionaux du groupe La Dépêche du Midi : La Dépêche du Midi, L'Indépendant et Midi libre, ainsi que par l'hebdomadaire: Le Petit-Journal.
Un buletin trimestriel municipal rend compte de l'actualité de la ville.

## Économie

### Revenus
En 2018  (données Insee publiées en septembre 2021), la commune compte 296 ménages fiscaux, regroupant 671 personnes. La médiane du revenu disponible par unité de consommation est de 19 560 € (19 240 € dans le département).

### Emploi
| Division       | 2008   | 2013   | 2018   |
| -------------- | ------ | ------ | ------ |
| Commune        | 6,6 %  | 8,8 %  | 14,1 % |
| Département    | 10,2 % | 12,8 % | 12,6 % |
| France entière | 8,3 %  | 10 %   | 10 %   |

En 2018, la population âgée de 15 à 64 ans s'élève à 476 personnes, parmi lesquelles on compte 64 % d'actifs (49,8 % ayant un emploi et 14,1 % de chômeurs) et 36 % d'inactifs,. En  2018, le taux de chômage communal (au sens du recensement) des 15-64 ans est supérieur à celui du département et de la France, alors qu'en 2008 la situation était inverse.
La commune est hors attraction des villes,. Elle compte 212 emplois en 2018, contre 280 en 2013 et 191 en 2008. Le nombre d'actifs ayant un emploi résidant dans la commune est de 244, soit un indicateur de concentration d'emploi de 86,8 % et un taux d'activité parmi les 15 ans ou plus de 43,6 %.
Sur ces 244 actifs de 15 ans ou plus ayant un emploi, 96 travaillent dans la commune, soit 39 % des habitants. Pour se rendre au travail, 78,2 % des habitants utilisent un véhicule personnel ou de fonction à quatre roues, 3,3 % les transports en commun, 7,4 % s'y rendent en deux-roues, à vélo ou à pied et 11,1 % n'ont pas besoin de transport (travail au domicile).

### Activités hors agriculture

#### Secteurs d'activités
69 établissements sont implantés  à Fanjeaux au 31 décembre 2019. Le tableau ci-dessous en détaille le nombre par secteur d'activité et compare les ratios avec ceux du département,.
| Secteur d'activité                                                                                        | Commune | Commune | Département |
| Secteur d'activité                                                                                        | Nombre  | %       | %           |
| --- | ------- | ------- | ----------- |
| Ensemble                                                                                                  | 69      | 100 %   | (100 %)     |
| Industrie manufacturière, industries extractives et autres                                                | 11      | 15,9 %  | (8,8 %)     |
| Construction                                                                                              | 11      | 15,9 %  | (14 %)      |
| Commerce de gros et de détail, transports, hébergement et restauration                                    | 18      | 26,1 %  | (32,3 %)    |
| Information et communication                                                                              | 3       | 4,3 %   | (1,6 %)     |
| Activités financières et d'assurance                                                                      | 1       | 1,4 %   | (2,7 %)     |
| Activités immobilières                                                                                    | 4       | 5,8 %   | (5,2 %)     |
| Activités spécialisées, scientifiques et techniques et activités de services administratifs et de soutien | 8       | 11,6 %  | (13,3 %)    |
| Administration publique, enseignement, santé humaine et action sociale                                    | 7       | 10,1 %  | (13,2 %)    |
| Autres activités de services                                                                              | 6       | 8,7 %   | (8,8 %)     |

Le secteur du commerce de gros et de détail, des transports, de l'hébergement et de la restauration est prépondérant sur la commune puisqu'il représente 26,1 % du nombre total d'établissements de la commune (18 sur les 69 entreprises implantées  à Fanjeaux), contre 32,3 % au niveau départemental.

#### Entreprises
Les deux entreprises ayant leur siège social sur le territoire communal qui génèrent le plus de chiffre d'affaires en 2020 sont : 
- Viola Michel Batiment, travaux de maçonnerie générale et gros œuvre de bâtiment (151 k€)
- Sp2I, commerce de gros (commerce interentreprises) de fournitures et équipements divers pour le commerce et les services (68 k€)

### Agriculture
La commune fait partie de la petite région agricole dénommée « Razès ». En 2010, l'orientation technico-économique de l'agriculture  sur la commune est la polyculture et le polyélevage.
|                                   | 1988  | 2000 | 2010 |
| --------------------------------- | ----- | ---- | ---- |
| Exploitations                     | 43    | 27   | 29   |
| Superficie agricole utilisée (ha) | 2 166 | 2184 | 2725 |

Le nombre d'exploitations agricoles en activité et ayant leur siège dans la commune est passé de 43 lors du recensement agricole de 1988 à 27 en 2000 puis à 29 en 2010, soit une baisse de 33 % en 22 ans. Le même mouvement est observé à l'échelle du département qui a perdu pendant cette période 52 % de ses exploitations. La surface agricole utilisée sur la commune a quant à elle augmenté, passant de 2 166 ha en 1988 à 2 725 ha en 2010. Parallèlement la surface agricole utilisée moyenne par exploitation a augmenté, passant de 50 à 94 ha.

## Culture locale et patrimoine

### Lieux et monuments
- Le cloître des dominicains, avec vestiges des XIVe et XVe siècles. Cet édifice, fondé au XIVe, n'a aucun lien direct avec saint Dominique.
- Le couvent Saint-Dominique du Cammazou : le 2 juillet 1975, près de cinquante sœurs, menées par Mère Anne-Marie Simoulin (24 mai 1928 - 16 juin 2014), quittèrent l'Ordre dominicain et s'installèrent à Fanjeaux afin de créer la congrégation traditionaliste des Dominicaines enseignantes du Saint Nom de Jésus..
- L'église Notre-Dame-de-l'Assomption[43]  est érigée sur l'ancien temple de Jupiter en 1278. Son clocher abrite un carillon manuel de 10 cloches. Le clocher a été classé au titre des monuments historiques en 1908[44]. L'église a été classée au titre des monuments historiques en 1921[44].
- Chapelle de l'hôpital de Fanjeaux.
- Chapelle du couvent des Frères Prêcheurs de Fanjeaux.
- Église Notre-Dame-du-Rosaire du monastère des dominicaines de Prouilhe.
- Les halles.
- La maison Saint-Dominique (Ostau de Sant Domenge en occitan).
- Le monastère de Prouilhe, à 1 km, bâti sur l'emplacement du premier monastère de religieuses fondé par Dominique, en 1206.
- Le Seignadou (Lo Senhador en occitan) propose un magnifique panorama sur la plaine de Lauragais.
- La croix de Fanjeaux.

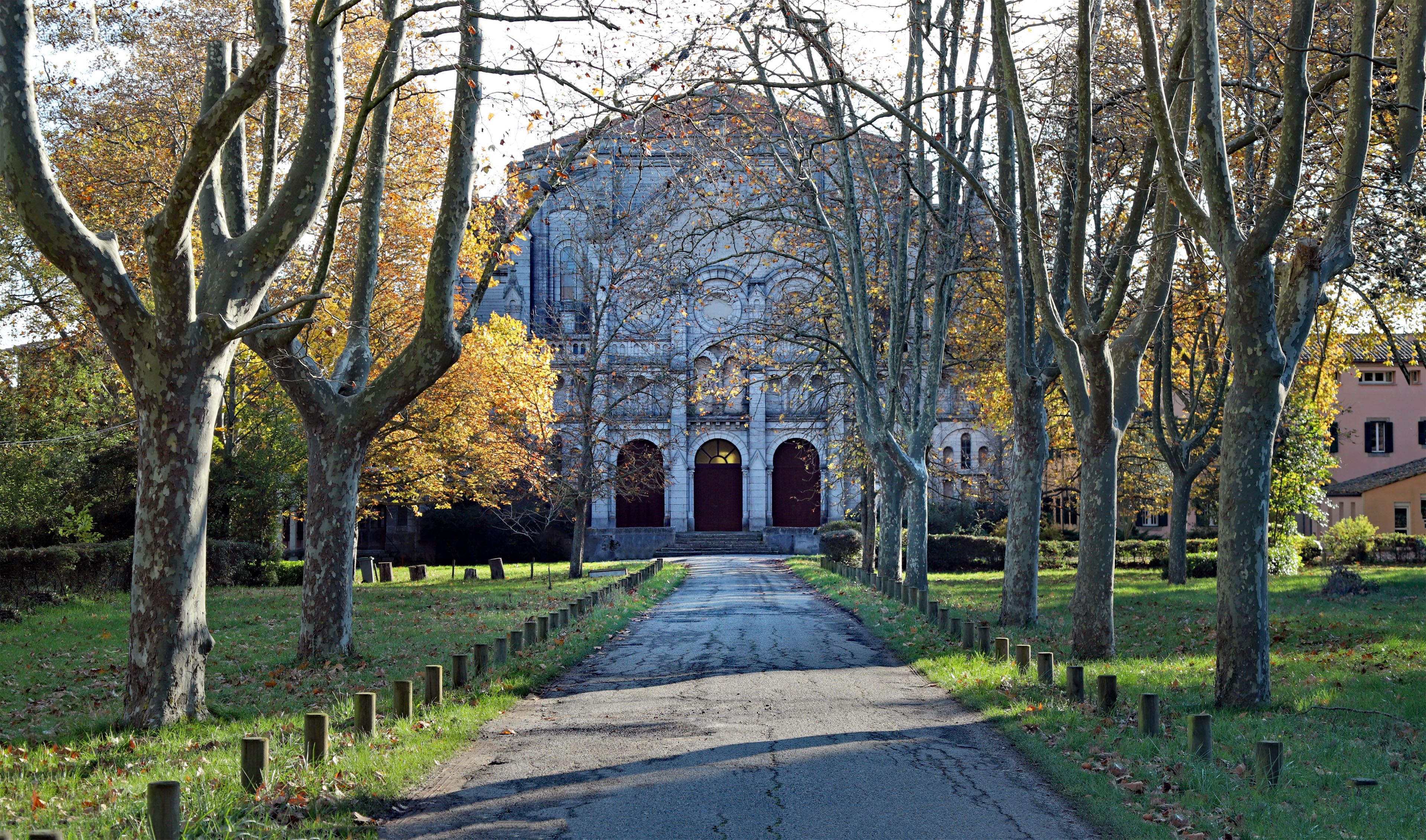
L'église du monastère de Prouilhe.
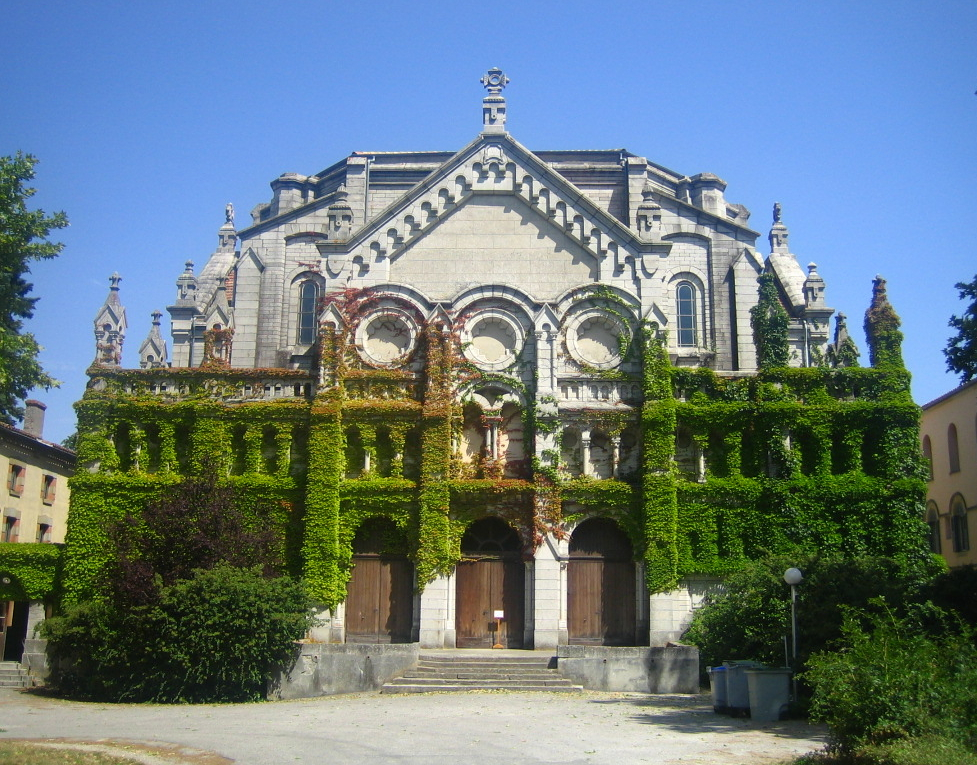
Église Notre-Dame-du-Rosaire du monastère des Dominicaines de Prouilhe.
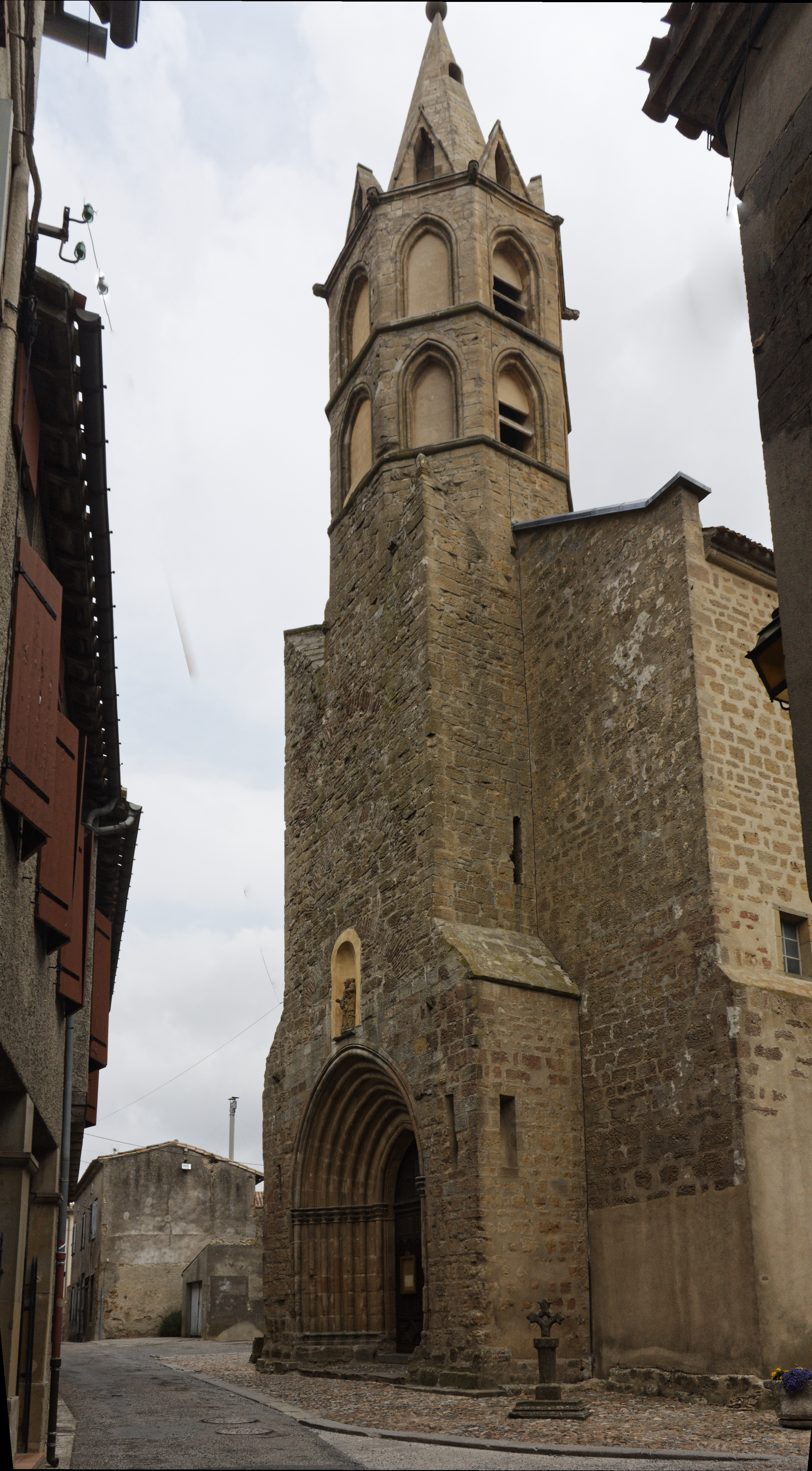
L'église Notre-Dame.
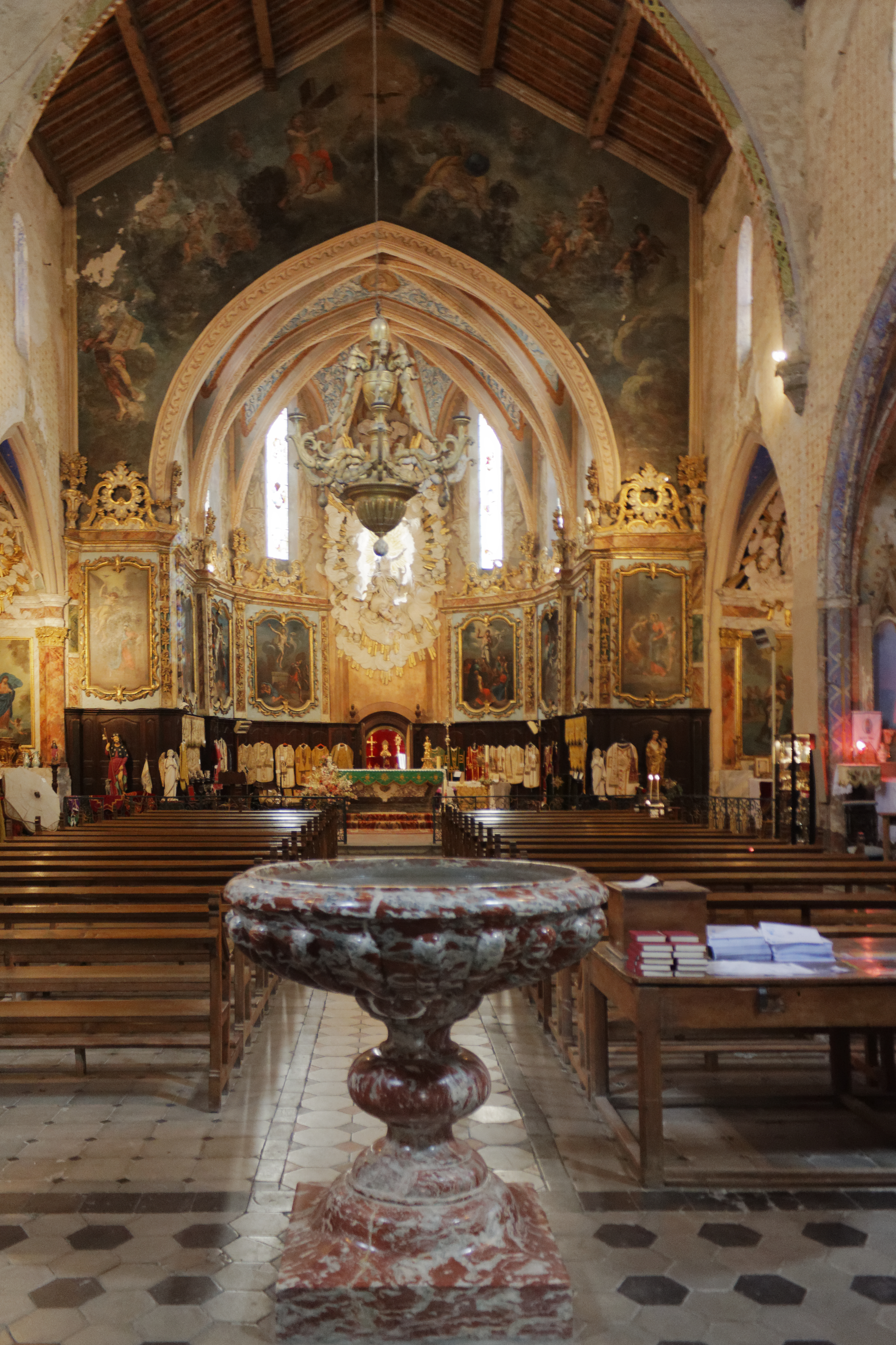
L'intérieur.
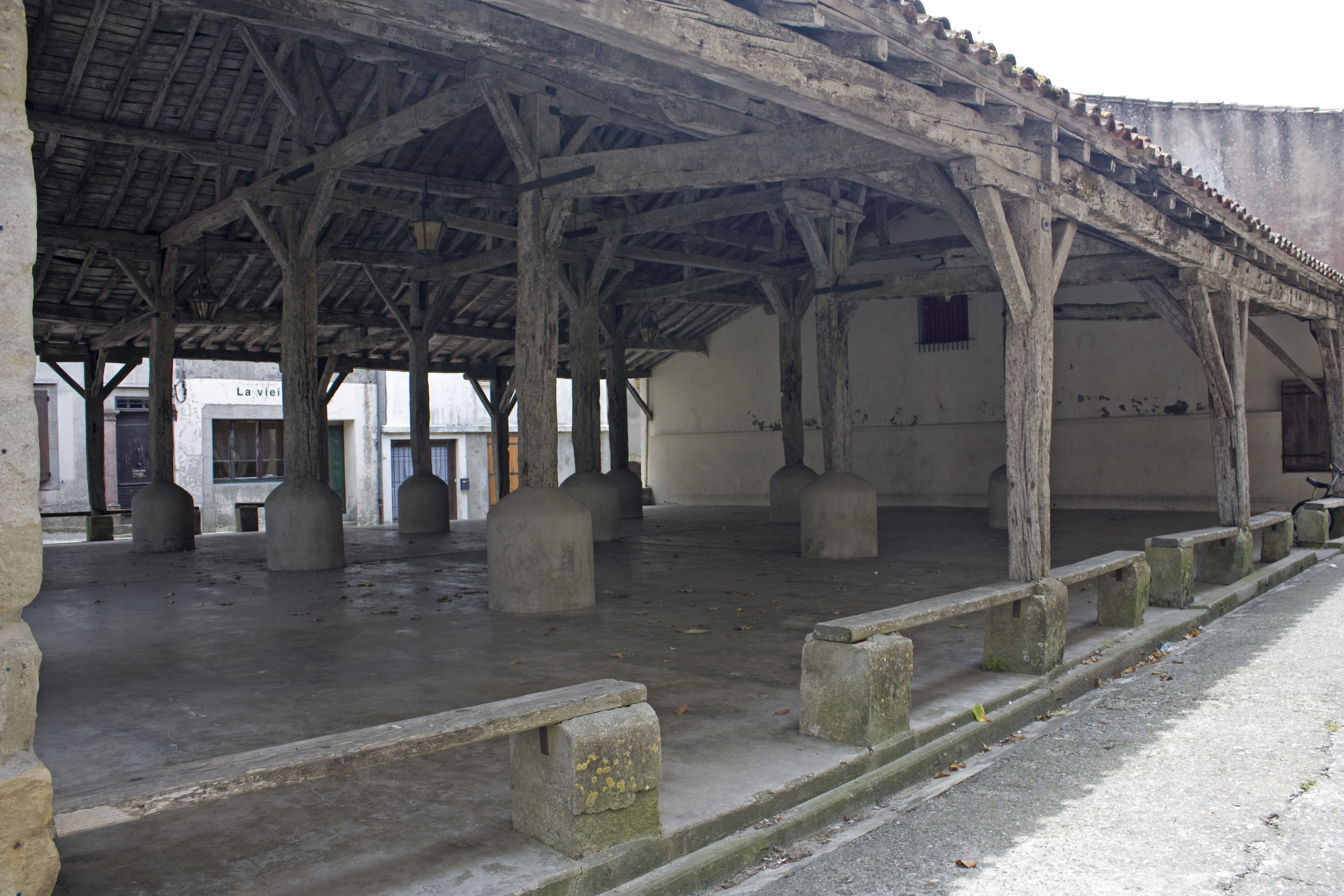
Charpente des Halles.

### Personnalités liées à la commune
- Dominique de Guzmán dit Saint Dominique (1170-1221), fondateur de l'ordre des Dominicains. Il vécut à Fanjeaux ;
- Guilhabert de Castres (1165-1236), évêque cathare en 1226 ;
- Pierre Roger de Cabaret, chevalier occitan au XIIIe siècle ;
- Hugues Destrem (1754-1804), homme politique, maire de Fanjeaux, député de l'Aude ;
- Pierre Aulard (1763-1815), général des armées de la République et de l'Empire, né à Fanjeaux, mort au combat à Waterloo le 18 juin 1815 ;
- Louis Dupuy de Belvèze (1809-1886), homme politique, député de l'Aude, mort à Fanjeaux ;
- Jean-Pierre Lieussou (1815-1858), ingénieur hydrographe français. Natif de Fanjeaux, il repose au cimetière du Père-Lachaise ;
- Jean-Louis Borel (1819-1884), général, ministre de la Défense, natif de Fanjeaux ;
- Pierre Cabanne (1921-2007), critique d'art, journaliste et écrivain français. Il repose au cimetière de Fanjeaux ;
- Jean-Louis Biget (1935-2024), historien spécialiste du Moyen-âge. Il anima le « Comité historique de Fanjeaux » et les Cahiers de Fanjeaux de 1966 à 2024[45],[46].
- Éric Bouad (1948), musicien, acteur et compositeur, réside à Fanjeaux.

Personnalités liées à Fanjeaux (sélection).
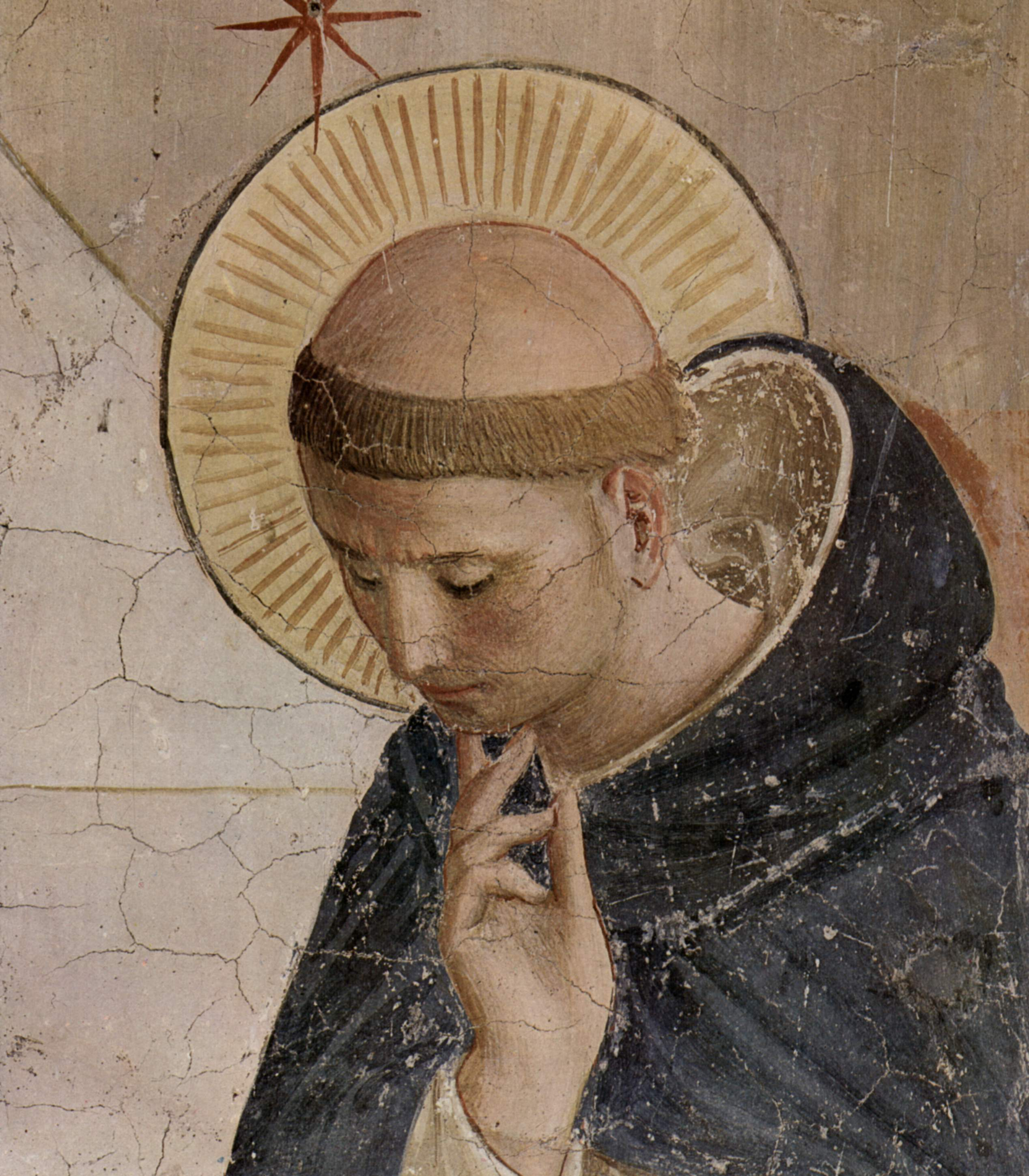
Saint Dominique.
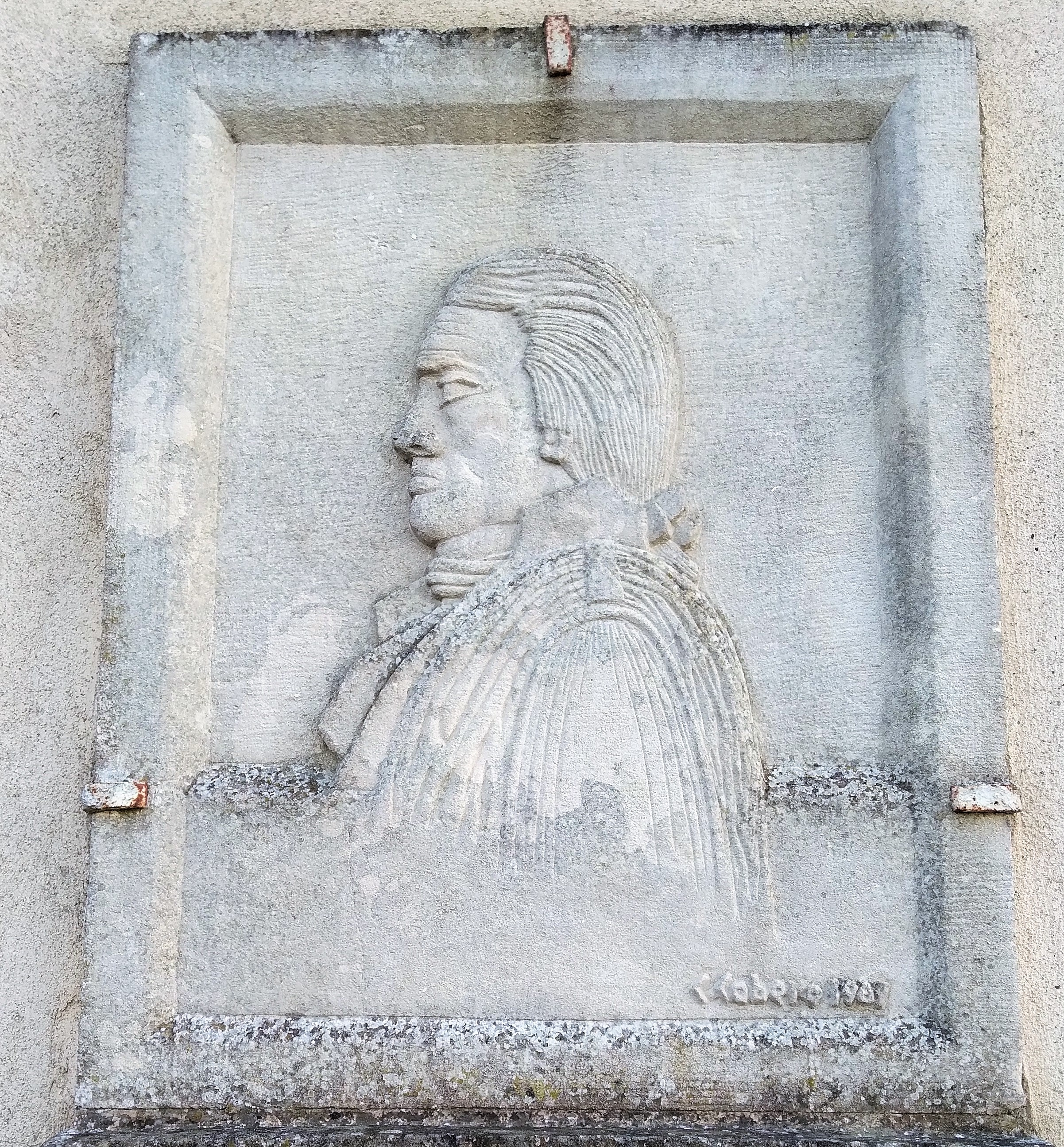
Hugues Destrem.
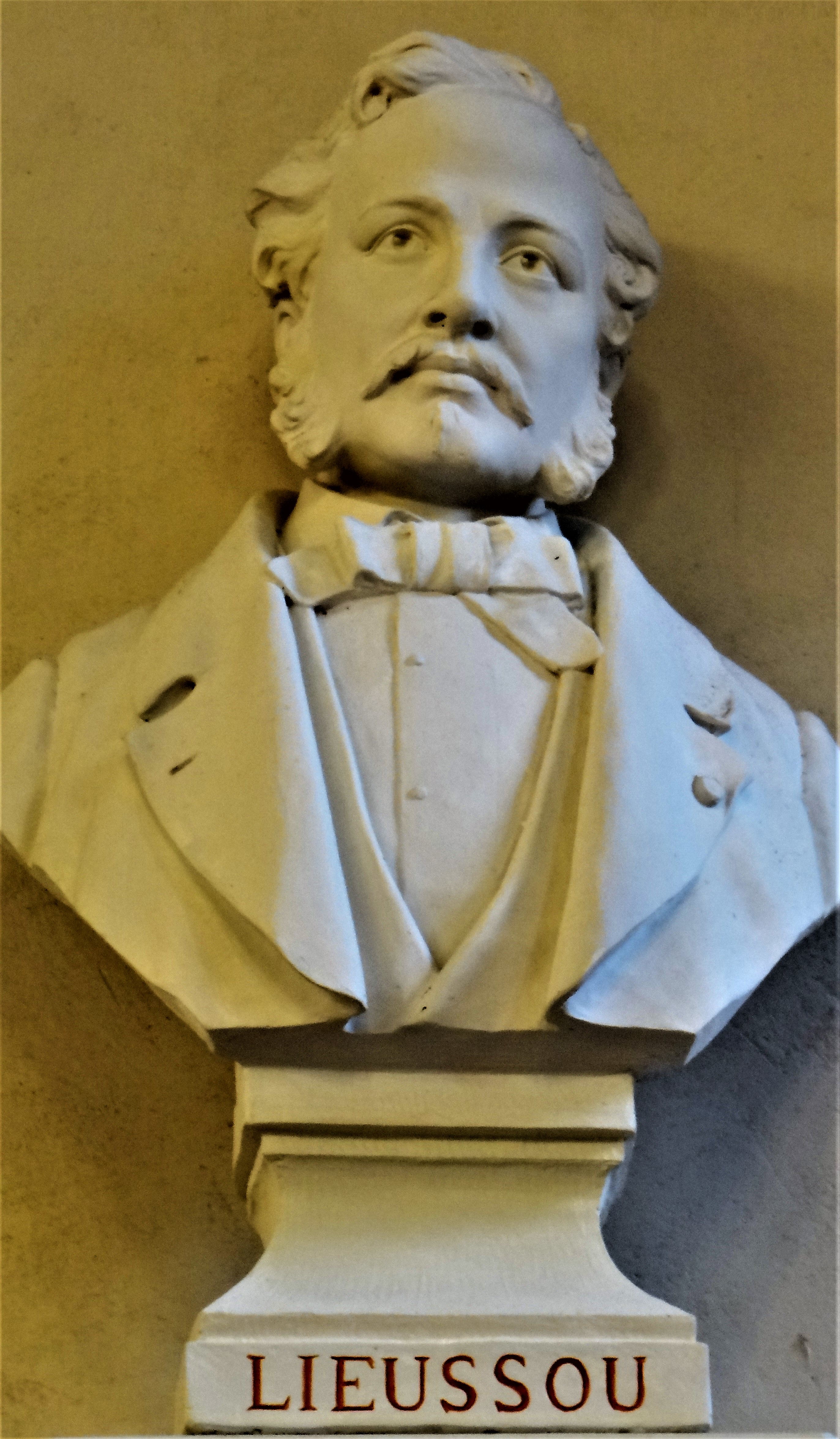
Jean-Pierre Lieussou.
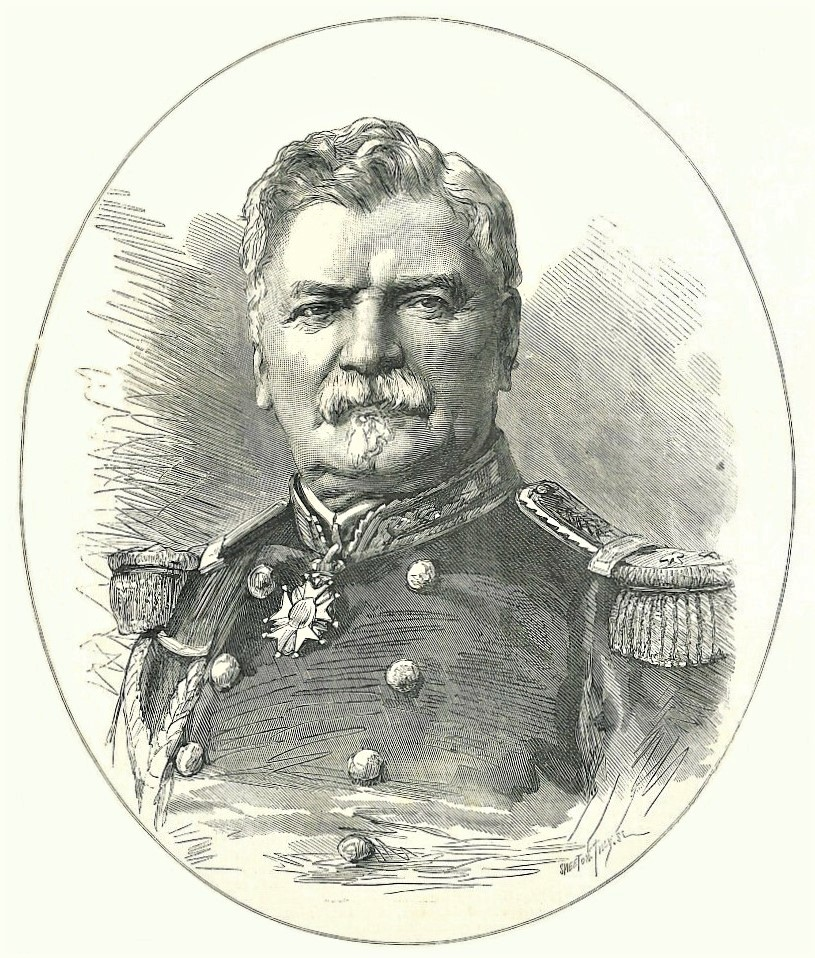
Jean-Louis Borel.

### Héraldique et médaille d'honneur de la ville
| Carbonne | Son blasonnement est : De gueules à la croix cléchée, vidée et pommetée de douze pièces d'or (croix occitane), au chef cousu d'azur chargé de trois fleurs de lys aussi d'or. |

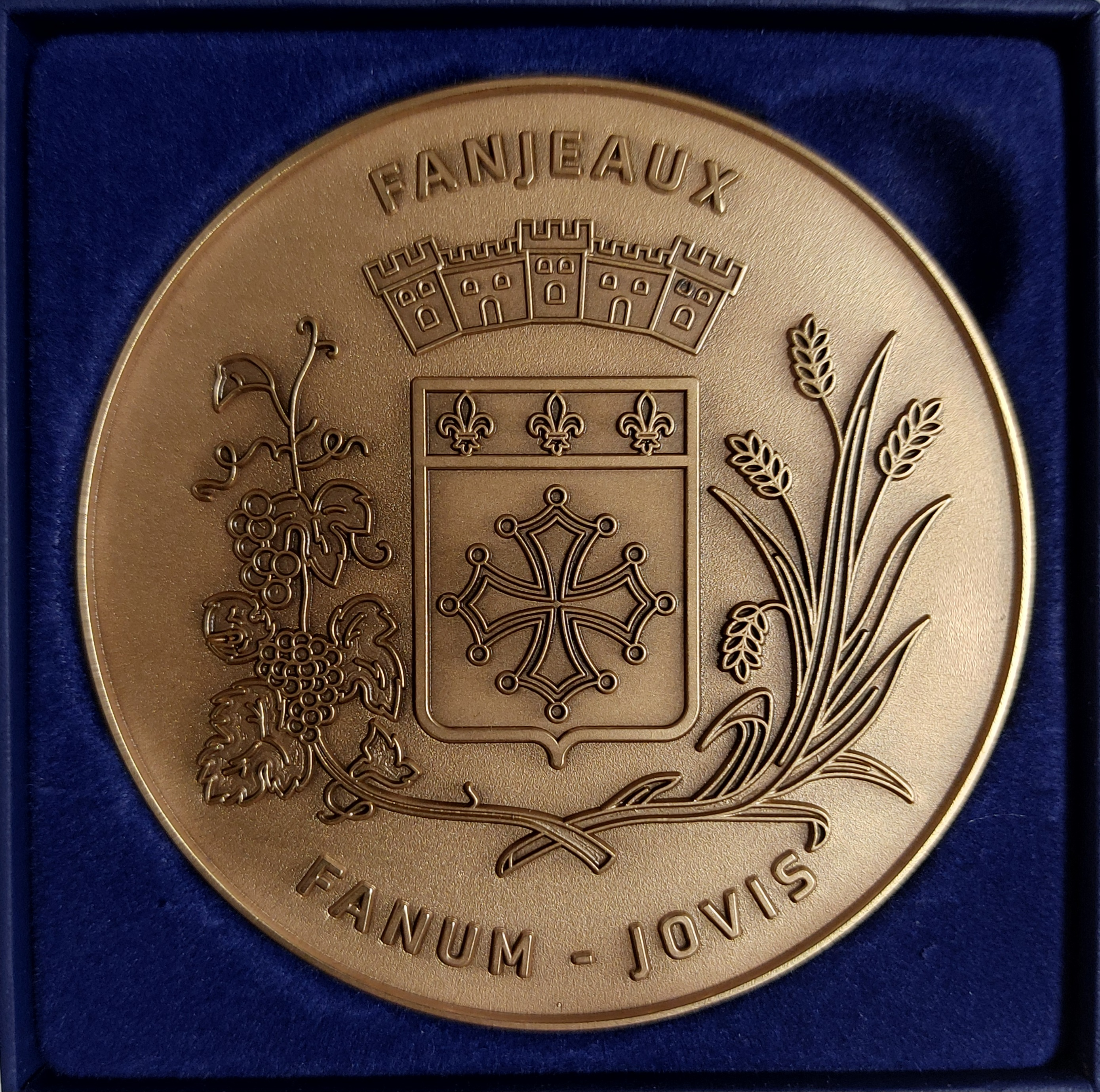
Avers de la médaille d'honneur de la ville de Fanjeaux.
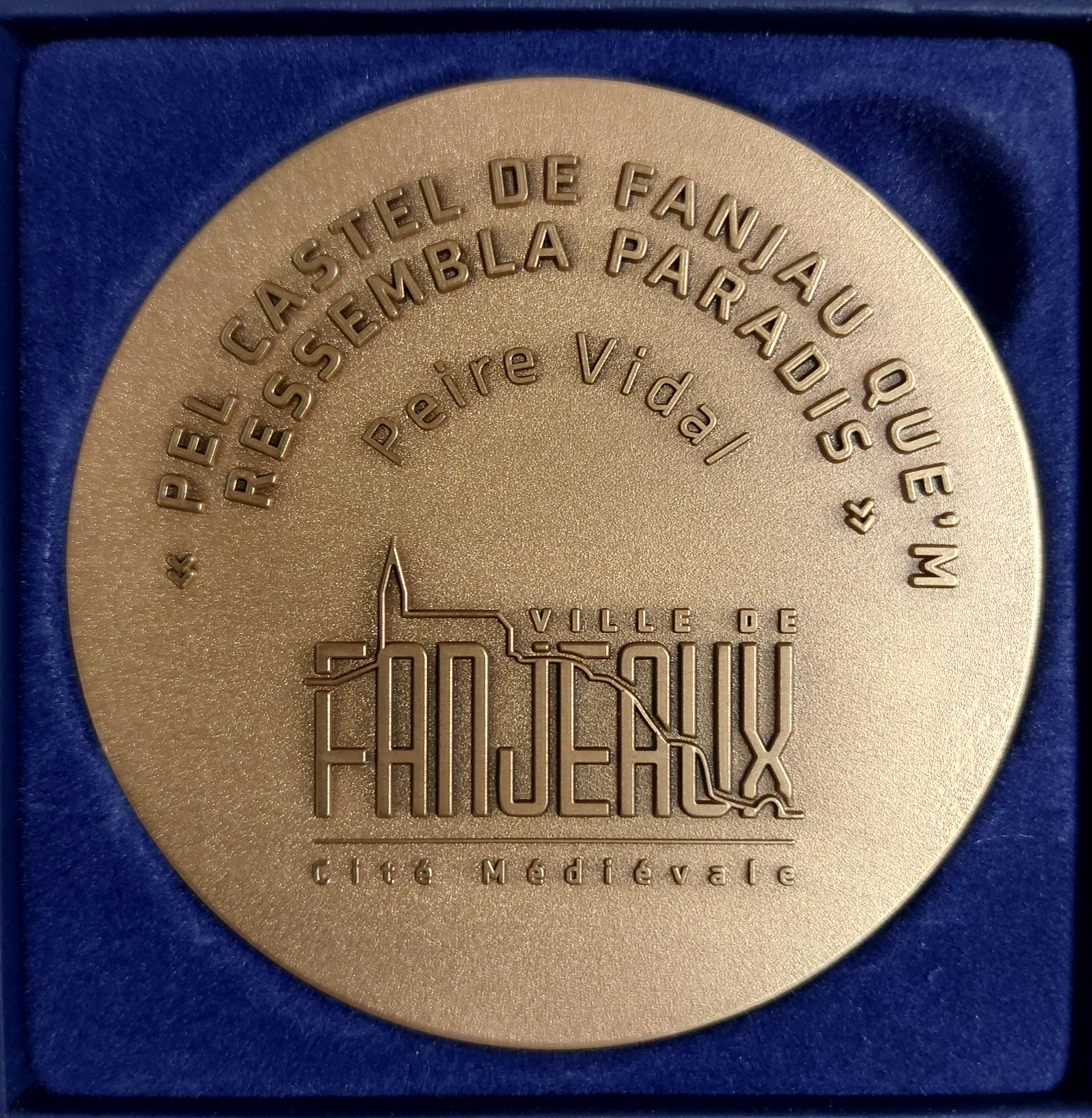
Revers de la médaille d'honneur de la ville de Fanjeaux.

L'avers de la médaille de la ville est ornée du blason de fanjeaux, surmontant l'inscripition qui donne son nom au village: « Fanum - Jovis » ( le temple de Jupiter)  entouré d'un cep de vigne et d'un épi de blé. Le revers, reprend le début d'un poème du troubadour Peire Vidal  avec l'inscription « Le château de Fanjeaux qui me semble le Paradis » inscripte au dessus du logo stylisé du village créé en 2023.